# Régine Mahaux
 (février 2025).
Régine Mahaux, née en 1967 à Liège, est une photographe belge.

## Biographie
Fille du photographe Charles Mahaux et sœur du photographe Benoît Mahaux, Régine Mahaux vit et travaille à Paris.

## Œuvre
Régine Mahaux est l’une des photographes attitrées de la famille royale de Belgique. Elle a également réalisé de nombreux portraits de célébrités telles que Robert De Niro, Roger Federer, Lewis Hamilton, Salma Hayek, Susan Sarandon, Jackie Stewart, Jean Todt, Jean-Claude Van Damme, Michelle Yeoh, etc. Elle est également, depuis plusieurs années, une photographe de la famille de Donald Trump, et réalise en 2017, puis en 2025, les portraits officiels de Melania Trump, en tant que Première dame des États-Unis.
Ses photographies sont régulièrement publiées dans des magazines comme Paris Match, Time ou Vanity Fair. 